# Jana Jacková
Jana Jacková est une joueuse d'échecs tchèque née le 9 août 1982 à Frýdek-Místek.
Inactive depuis 2010, elle est la première joueuse tchèque depuis les années 2000 et a obtenu le titre mixte de maître international en 2004.

## Biographie et carrière
Jana Jacková remporta le championnat de la République tchèque en 1998. Elle fut vice-championne du monde junior en 1999 à Erevan et représenta la République tchèque lors de six olympiades féminines et de cinq championnats d'Europe par équipes de 1997 à 2009, remportant la médaille d'or individuelle à l'échiquier de réserve en 1997.
Lors du championnat du monde d'échecs féminin de 2004, elle battit Almira Skripchenko au premier tour, Corina-Isabela Peptan au deuxième tour avant d'être éliminée au troisième tour par Maia Tchibourdanidzé.